# Bazilica Sfântul Paul din afara Zidurilor
Bazilica Sfântul Paul din afara Zidurilor (în italiană Basilica di San Paolo fuori le mura) este una din cele patru bazilici patriarhale ale Romei, alături de Bazilica Sfântul Ioan din Lateran, Bazilica Santa Maria Maggiore și Bazilica Sfântul Petru. 

## Istorie
Bazilica a fost construită din ordinul împăratului Constantin cel Mare, pe locul unui fost memorial aflat pe mormântul Sfântului Pavel (Paul). Acest edificiu a fost extins în anul 370, sub domnia lui Valentinian I.
În anul 386 împăratul Teodosiu I a început ridicarea unei bazilici mai mari, însă lucrarea, incluzând mozaicurile, nu a fost terminată până la pontificatul lui Leon I. Poetul Prudențiu a descris monumentul în câteva fraze  expresive. Fiind dedicată și sfinților Taurinus și Herculanus, martiri în Ostia secolului al V-lea, aceasta poartă și denumirea de „bazilica celor trei domni”.
Din bazilica antică nu s-au păstrat decât partea interioară a absidei, cu arcul triumfal și mozaicurile din interiorul acestuia. Mozaicurile din absida și din tabernacolul mărturisirii lui Arnolfo di Cambio datează din secolul al XIII-lea. În vechea bazilică fiecare papă își avea propriul portret într-o porțiune ce se întindea deasupra coloanelor, despărțind cele patru arcade de navă.
În 937, când Odo de Cluny a venit la Roma, Alberic II de Spoleto, patrician din Roma, a încredințat mănăstirea și bazilica congregației acestuia, iar Odo l-a așezat la conducere pe Balduino de Monte Cassino. Papa Grigore al VII-lea a fost  abate al mănăstirii. În timpul lui au fost executate porțile de bronz ale bazilicii, de către un artist constantinopolitan. Papa Martin al V-lea a încredințat mănăstirea călugărilor benedictini de la Monte Cassino. Jurisdicția abatelui se va întinde și asupra altor zone precum districtul Civitella San Paolo, Leprignano si Nazzano.
Curtea interioară a mănăstirii a fost realizată între anii 1220 si 1241. Sacristia păstrează o statuie a papei Bonifaciu al IX-lea. În timpul papei Grigore cel Mare lânga bazilică se aflau doua mănăstiri: Sfântul Aristus, pentru călugări, și Sfântul Ștefan, pentru maici. Slujbele erau ținute de un sobor de preoți special aleși de papa Simplicius. De-a lungul timpului mănăstirile și clerul basilicii au decăzut. Papa Grigore al II-lea a restaurat mănăstirile și a încredințat călugărilor îngrijirea bazilicii.
Papii au continuat cu actele de binefacere către aceasta mănăstire. Deoarece bazilica avusese de suferit de pe urma invaziilor sarazinilor din secolul al IX-lea, papa Ioan al VIII-lea a fortificat bazilica, mănăstirea și locuințele țăranilor care formau atunci orașul Ioannispolis, care era menționat încă  din secolul al XIII-lea.
Între anii 1251 și 1964 ansamblul arhitectonic a servit ca reședință a patriarhului latin de Alexandria.
În 1832 un foc ce a pornit din cauza neglijenței lucrătorilor care reparau acoperișul a cuprins întreaga bazilică. Alături de alte biserici din Roma, aceasta și-a conservat  caracterul său inițial timp de 1435 de ani. Întreaga lume a contribuit la renovarea acesteia. Viceregele Egiptului a trimis pilaștri de alabastru, țarul Rusiei a trimis prețioasele malafituri din tabernacol. Lucrările de pe fațada principală, îndreptată spre Tibru, au fost terminate de guvernul italian, care a declarat bazilica drept monument istoric. Interiorul pereților navei sunt așternuți cu mozaicuri pe două rânduri prezentând scene din viața Sfântului Pavel.

## Arheologie

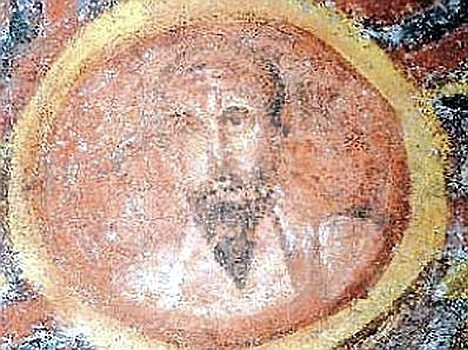
Potretul apostolului Pavel, sec. al IV-lea, Catacomba di Santa Tecla

Bazilica, înființată de împăratul Constantin cel Mare, a fost construită deasupra a ce se considera a fi mormântul Sfântului Pavel, unde se zice că, imediat după execuția acestuia, urmașii săi au ridicat un monument memorial, numit cella memoriae, deasupra mormântului său. Vechea bazilică constantiniană a fost înlocuită în anul 386 cu o clădire mai mare. La rândul ei, aceasta a fost distrusă de incendiul din 1823, iar actuala bazilică a Sfântului Pavel din-afara zidurilor a fost ridicată în locul aceleia, înălțându-se podeaua.
La data de 6 decembrie 2006 s-a anunțat că arheologii au descoperit, sub altar, un sarcofag ce se crede a păstra moaștele apostolului Pavel. O conferință de presă ținută la 11 decembrie 2006 a oferit mai multe detalii in privința lucrărilor de excavație, care au durat din anul 2002 până în 22 septembrie 2006. Sarcofagul nu a fost mutat din locul său. Ceea ce se poate vedea din el este doar o perspectivă laterală.
O linie curbă din cărămizi care indică marginea absidei bazilicii lui Constantin a fost descoperită în apropierea vestică a sarcofagului, arătând că vechea bazilică își avea intrarea dinspre est, ca și Bazilica Sfântul Petru.
La o distanță de aproximativ 800 de metri se află Catacomba di Santa Tecla, unde în anul 2009 a fost descoperit cel mai vechi portret cunoscut al Sfântului Pavel, datând din secolul al IV-lea.

## Fotogalerie

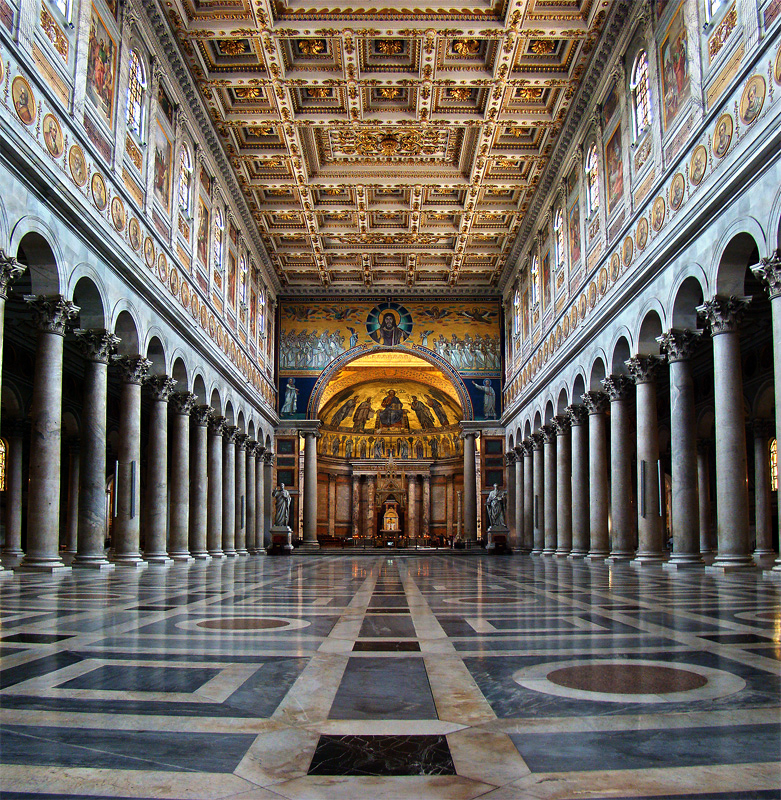
Interiorul bazilicii
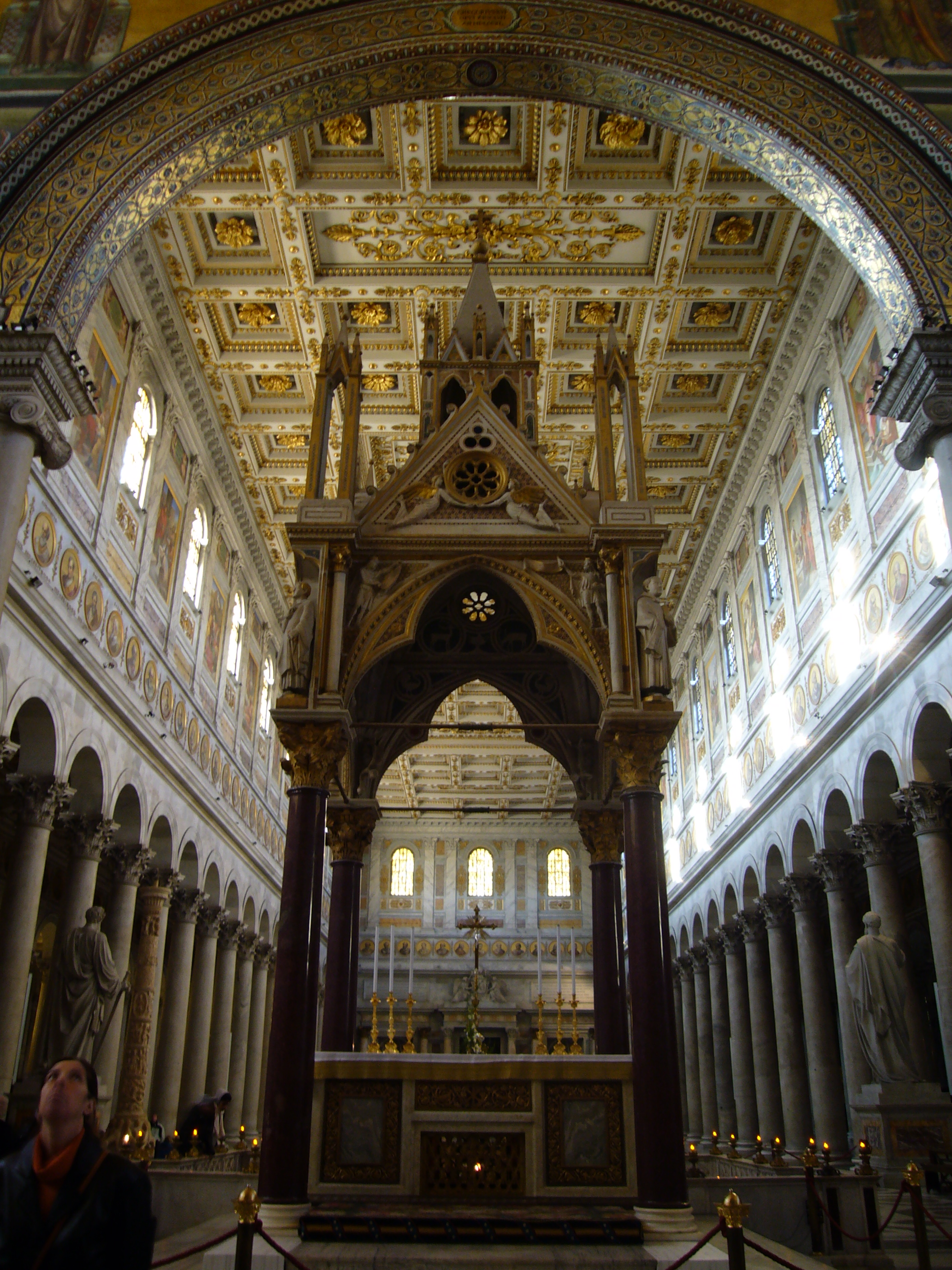
Altarul principal
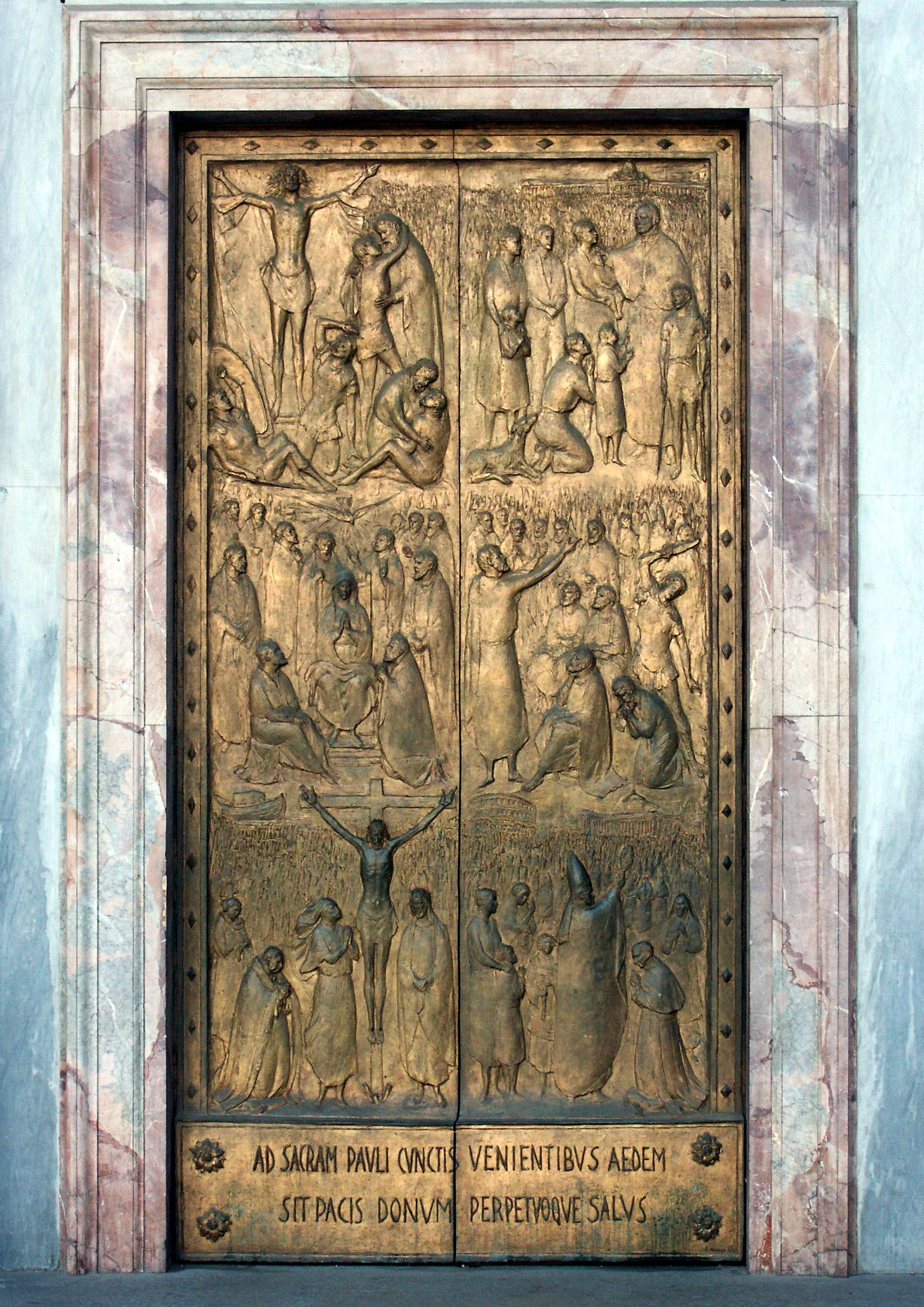
Poarta Sfântă
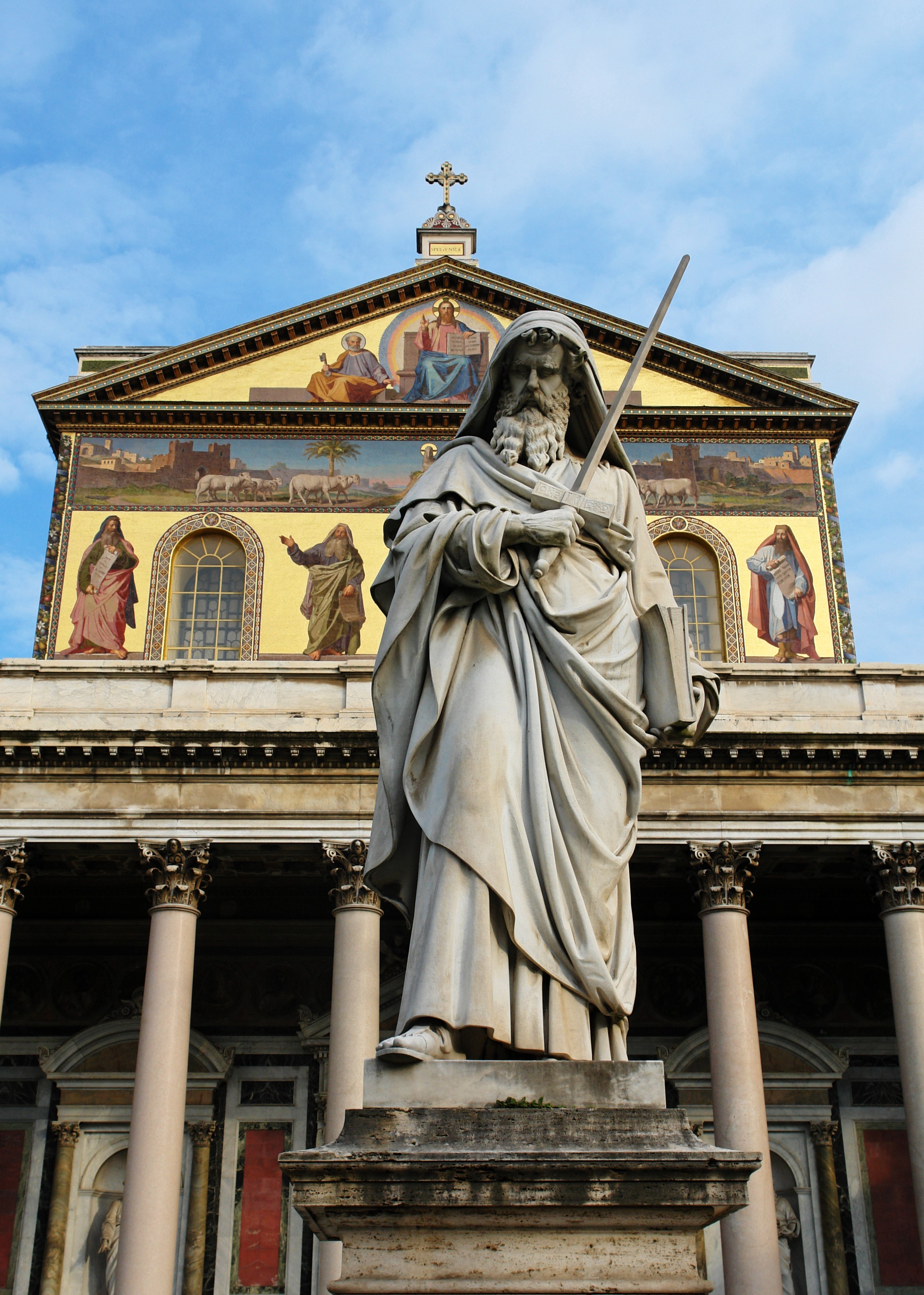
Statuia Sfântului Pavel
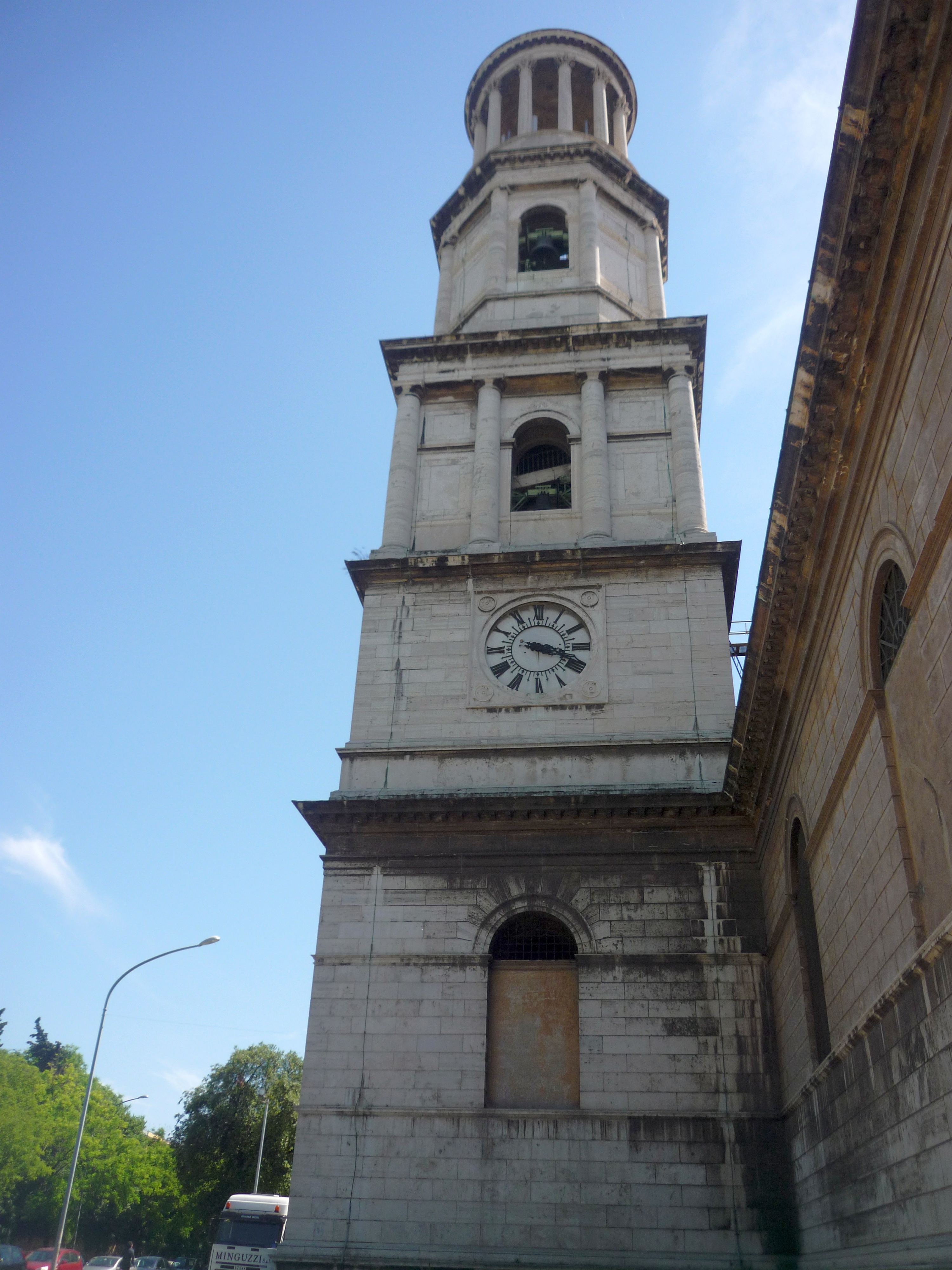
Turnul bazilicii
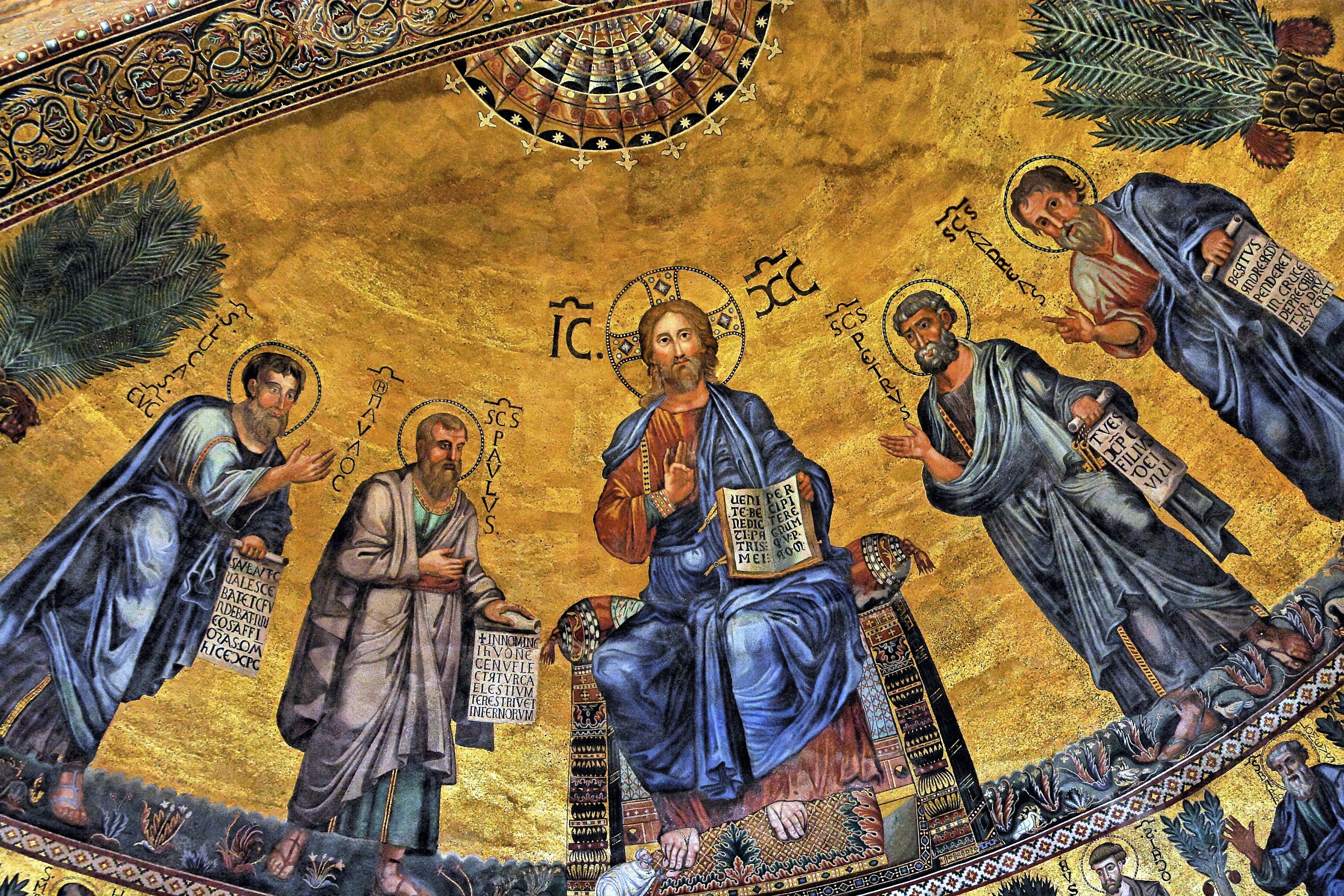
Mozaic